# Schloss Roquetaillade

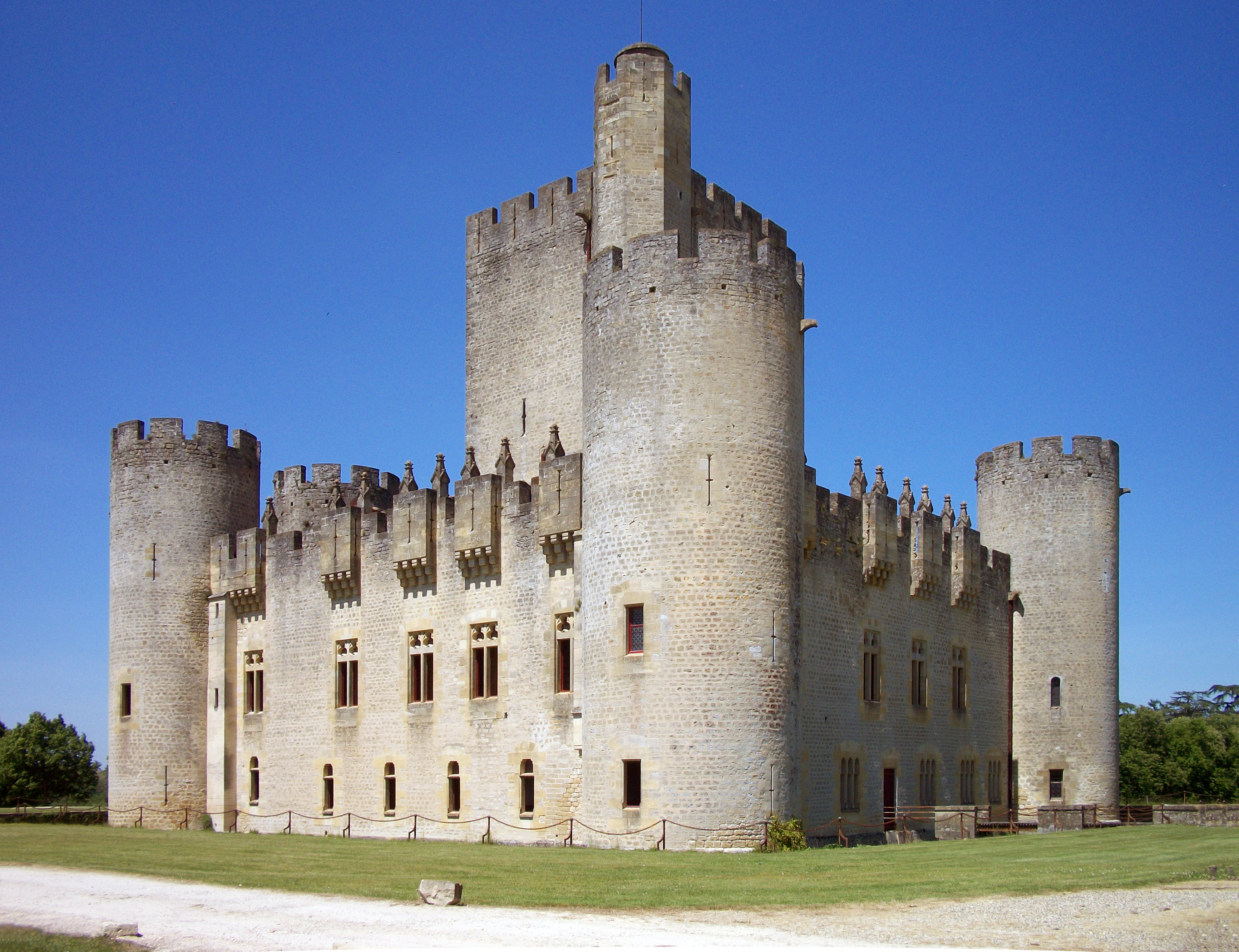
Schloss Roquetaillade

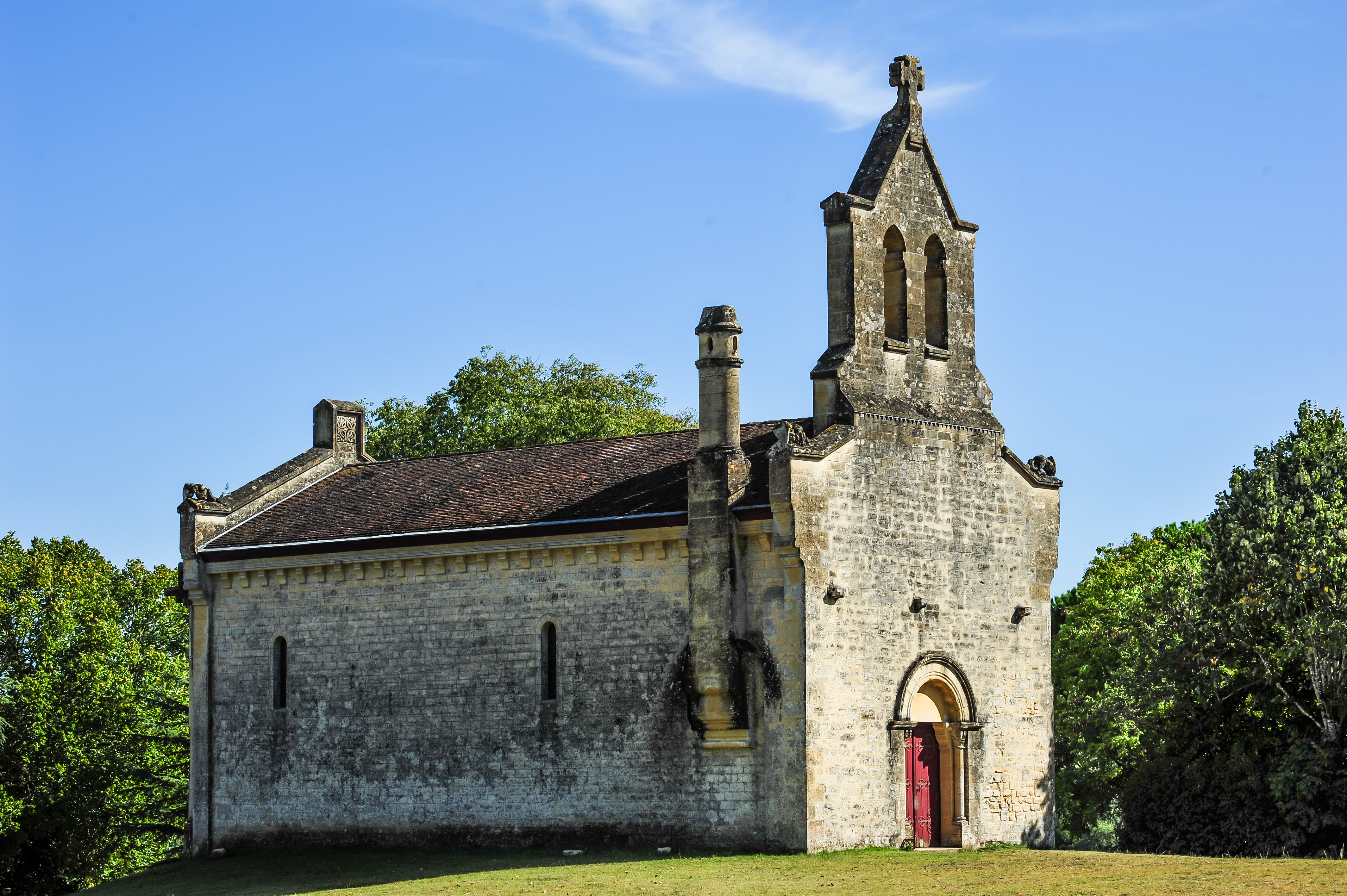
Schlosskapelle

Das Schloss Roquetaillade in Mazères, einer französischen Gemeinde im Département Gironde in der Region Nouvelle-Aquitaine, wurde ab dem 14. Jahrhundert errichtet. Das Schloss im Südwesten der Gemeinde ist seit 2002 als Monument historique klassifiziert.
Das Schloss wurde als befestigte Anlage auf einem rechteckigen Grundriss mit vier Ecktürmen und einem Donjon in der Mitte erbaut. Im 19. Jahrhundert wurde es unter Eugène Viollet-le-Duc und seinen Schülern zwischen 1860 und 1870 umfassend renoviert.
Die Inneneinrichtung mit Möbeln, Kaminen und Wandmalereien schuf Viollet-le-Duc.
In früheren Jahren diente das Schloss wiederholt als Drehort für Kinofilme und TV-Produktionen wie beispielsweise die Kriminalkomödie Fantomas bedroht die Welt von 1967 mit den Schauspielern Louis de Funès und Jean Marais.